# Myrosław Bundasz
Myrosław Omelanowycz Bundasz (ukr. Мирослав Омелянович Бундаш; ur. 22 grudnia 1976 w obwodzie zakarpackim) – ukraiński piłkarz, grający na pozycji napastnika.

## Kariera piłkarska

### Kariera klubowa
Karierę piłkarską rozpoczął w klubie Karpaty Mukaczewo. W 1998 został piłkarzem Zakarpattia Użhorod. Latem 2005 wyjechał do Łotwy, gdzie bronił barw FK Ryga. Latem 2006 powrócił do Zakarpattia. Od lata do końca 2008 roku występował w kazachskim FK Atyrau. Następnym klubem w jego karierze był Zirka Kirowohrad. W przerwie zimowej sezonu 2009/10 zakończył się kontrakt z klubem.

## Sukcesy i odznaczenia

### Sukcesy klubowe
- mistrz Ukraińskiej Pierwszej Lihi: 2001, 2004
- wicemistrz Ukraińskiej Pierwszej Lihi: 2007
- mistrz Ukraińskiej Drugiej Lihi: 1999, 2009